# Marko Vešović
Marko Vešović (Servisch: Марко Вешовић) (Titograd, 28 augustus 1991) is een Montenegrijnse professionele voetballer die speelt als een rechter vleugel-back voor FK Qarabağ en Montenegrijns voetbalelftal .

## Club carrière

### Jeugd
Geboren in het huidige Podgorica, Montenegro, bracht hij een deel van zijn jeugd door in Lučani, waar hij speelde voor het jeugdteam van de plaatselijke club Mladost Lučani . Hij maakte zijn profdebuut bij Budućnost in het seizoen 2008/09 . Hij werd ook voor een half jaar uitgeleend aan Mladost Podgorica .

### Torino
Op 30 januari 2014 tekende hij bij het Italiaanse Torino, na een paar dagen op proef onder de trainer Giampiero Ventura . Hij maakte zijn officiële debuut voor de Granata op 9 maart 2014 tijdens de reis naar Milaan tegen Inter, waarin hij een basisplaats had en de volledige 90 minuten speelde, ze verloren met 1-0. Tegen het einde van het seizoen 2013-14 had hij niet meer dan vier keer gespeeld voor Torino.

### Rijeka
In de zomer van 2014 verhuisde hij naar Rijeka in Kroatië voor de huur van een jaar. Het jaar daarop keerde Vešović terug naar Rijeka. De overdracht werd vergemakkelijkt door Rijeka's Italiaanse partnerclub, Spezia Calcio in Serie B. Rijeka won in 2017 de Kroatische landstitel; het was het eerste seizoen waarin Dinamo Zagreb niet als eerste eindigde sinds 2005 . Vešović werd gecoacht door Matjaž Kek gedurende zijn drie jaar bij Rijeka.

### Legia Warschau
Vešović scoorde zijn eerste doelpunt voor Legia in een 2-1 overwinning op Lech Poznań op 4 maart 2018.

## Internationale carrière
Na deel uit te maken van het Montenegrijnse U-19- team, was Vešović een vaste speler voor het U21- team van Montenegro tussen 2009 en 2013. Op 20 mei 2013 werd hij voor het eerst opgeroepen voor Montenegro. Na meerdere wedstrijden op de bank, maakte hij eindelijk zijn debuut voor Montenegro op 15 oktober 2013, als een vervanger in de laatste wedstrijd van de kwalificaties voor het WK 2014 tegen Moldavië. Op 1 september 2017 scoorde Vešović zijn eerste doelpunt voor Montenegro in een overwinning van 3-0 op Kazachstan die onderdeel was van de kwalificaties voor het WK 2018.

## Privéleven
Zijn vader Rade Vešović, was ook een voetballer en coach, stierf op 23 augustus 2019.

## Erelijst
Rode Ster Belgrado
- Servische beker (1): 2012

HNK Rijeka
- Kroatische landskampioen (1): 2017
- Kroatische beker (1): 2017

Legia Warschau
- Ekstraklasa (1): 2018
- Poolse beker (1): 2018